# Parlement des îles Caïmans
Pour les articles homonymes, voir Assemblée législative.
14e législature
Bâtiment du Parlement
Le Parlement des îles Caïmans (en anglais : Parliament of Cayman Islands) est l'organe législatif monocaméral des îles Caïmans, un territoire d'outre-mer du Royaume-Uni.
Jusqu'au 3 décembre 2020, l'assemblée porte le nom d'Assemblée législative (en anglais : Legislative Assembly).

## Système électoral

### Actuel
Le parlement est composé de 19 sièges pourvus pour 4 ans au scrutin uninominal majoritaire à un tour dans autant de circonscriptions.

### Avant 2017
Avant 2017, l'assemblée était composée de 18 sièges pourvus au scrutin plurinominal majoritaire dans 6 circonscriptions de 1 à 4 sièges. Les habitants votaient pour autant de candidats qu'il y avait de sièges dans leur circonscription, et ceux ayant réuni le plus de suffrages étaient déclarés élus. Lors du référendum caïmanien de 2012, cependant, la majorité des votants approuvèrent le passage au scrutin uninominal majoritaire. Le quorum de la moitié des inscrits n'ayant pas été atteint, le résultat n'était légalement non contraignant. Le gouvernement décida néanmoins de suivre l'avis des suffrages exprimés et entrepris de mettre en œuvre la réforme, qui devint effective pour les élections de 2017.